# Křivule

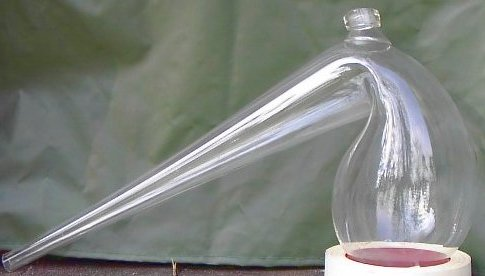
Křivule

Křivule, neboli retorta je staré skleněné laboratorní nádobí sloužící k destilaci. Je to vlastně baňka vyfouknutá s prodlouženým zahnutým krkem. Spodní část slouží jako vařák, zde se zahřívá vložená destilovaná směs; krk slouží vlastně jako chladič, zde dochází ke kondenzaci těkavějších složek a odkapávání do jiné nádoby. Často je křivule vybavena ještě otvorem na vrcholu, sloužícím k dolévání destilované směsi, mytí apod.; během destilace uzavřeným zátkou.

## Symbolika
Křivule sehrála důležitou roli ve vývoji alchymie i chemie, před objevem moderní destilační aparatury. Stala se symbolem pro alchymiky i chemiky, často se vyskytuje v ilustracích a filmových záběrech starých laboratoří.
Křivule je jediná heraldicky přípustná figura vztahující se k chemii. V Česku je umístěna na městských znacích měst:
- Neratovice (znak „městu chemie“ udělen roku 1977)
- Kaznějov (znak zaregistrován 1998)

V minulosti se křivule objevovala na pohlednicích a upomínkových předmětech města Sázava. Jednalo se však o neoficiální znak z roku 1966. Dnešní znak města křivuli neobsahuje.